# Patrick Janssens
Patrick Janssens (Antwerpen, 19 september 1956) is een Belgisch politicus, die onder meer burgemeester was van Antwerpen, en voormalig voetbalbestuurder.

## Levensloop
Janssens behaalde in 1978 een licentie in de Politieke en Sociale wetenschappen en in 1982 een licentie in de Toegepaste Economische Wetenschappen aan de Universitaire Faculteiten Sint-Ignatius Antwerpen. Daarnaast verkreeg hij in 1984 een diploma in de statistiek aan de London School of Economics. Van 1979 tot 1985 was hij assistent bij prof. dr. Herman Deleeck bij het Centrum voor Sociaal Beleid van de Antwerpse universiteit.
Van 1985 tot 1989 was hij directeur van marktonderzoeksbureau Dimarso waarna hij van 1989 tot 1999 verscheidene functies bij reclamebureau VVL/BBDO bekleedde: van 1989 tot 1991 strategic director, van 1991 tot 1997 managing director en van 1997 tot 1999 chairman van BBDO Belgium. Bij dit reclamebureau begeleidde hij klanten als KBC, Volvo, Belgacom, Apple, Electrabel, Orange, Douwe Egberts en de ngo 11.11.11, alsook verleende hij advies aan de SP voor de campagne bij de verkiezingen van 1995.
In 1999 maakte hij de overstap naar de politiek. Hij werd in oktober 1999 verkozen tot partijvoorzitter van de SP, wat hij bleef tot in maart 2003. Onder zijn voorzitterschap werd de SP in 2001 omgevormd tot de sp.a. 
In oktober 2000 werd hij verkozen tot gemeenteraadslid van Antwerpen. Na het ontslag van Leona Detiège als gevolg van de Visa-affaire, werd Janssens op 10 juli 2003 burgemeester van de stad, waardoor hij ontslag nam als partijvoorzitter van sp.a. Na een grote verkiezingsoverwinning bij de verkiezingen van oktober 2006 kon hij burgemeester blijven. In 2007 bood hij in een videoboodschap aan de Joodse gemeenschap namens de stad zijn excuses aan voor de houding van de stad tijdens de Tweede Wereldoorlog.
Janssens bleef burgemeester tot in december 2012. Eind 2012 besloot Janssens niet in de nieuwe gemeenteraad van Antwerpen te gaan zetelen. Sp.a belandde er na de gemeenteraadsverkiezingen in de oppositie en Janssens zag daar voor zichzelf als oud-burgemeester geen rol weggelegd.
Bij de verkiezingen van mei 2003 werd Janssens voor de kieskring Antwerpen verkozen in de Kamer van volksvertegenwoordigers. Bij de derde rechtstreekse Vlaamse verkiezingen van 13 juni 2004 werd hij verkozen in de kieskring Antwerpen en maakte hij de overstap naar het Vlaams Parlement. Ook na de volgende  Vlaamse verkiezingen van 7 juni 2009 bleef hij Vlaams volksvertegenwoordiger, wat hij bleef tot in mei 2014. 
In september 2013 startte Janssens een doctoraat over stadsontwikkeling aan de London School of Economics. Hij combineerde dit met een betrekking als gastdocent aan de faculteit Ontwerpwetenschappen van de Universiteit Antwerpen en aan het departement Architectuur, Stedenbouw en Ruimtelijke Ordening van de KU Leuven. Naar eigen zeggen was het niet de bedoeling daarna terug te keren naar de politiek. Janssens diende wel zijn termijn van Vlaams Parlementslid uit tot de verkiezingen van 25 mei 2014, maar verliet erna de nationale politiek.
Op 25 augustus 2014 werd hij algemeen directeur bij de Limburgse voetbalclub KRC Genk. Op 9 februari 2018 werd de samenwerking stopgezet. Janssens werd bij Genk opgevolgd door Erik Gerits. In 2014 werd hij ook zaakvoerder van Summer in the City, een vennootschap onder firma waarmee hij voornamelijk  in de publieke sector adviseerde in branding, strategie en stadsontwikkeling, en van het Centrum voor Stadsontwikkeling, een adviesbureau waarmee hij steden en gemeenten wou bijstaan bij projecten rond deze materie, maar dat in 2016 bij gebrek aan succes werd stopgezet. In 2019 begon hij een opleiding stedenbouw en ruimtelijke planning aan de Universiteit Antwerpen, die hij in 2024 voltooide met het behalen van zijn masterdiploma. In 2020 was hij een van de initiatiefnemers van B-city, de stedenbouwkundige afdeling van het Antwerpse architectenbureau B-architecten, waar hij werkte rond stadsontwikkeling en stadsplanning.
In 2022 werd hij in Operatie Propere Handen beschuldigd van valsheid in geschrifte tijdens zijn functie als CEO van KRC Genk. Janssens sloot echter een akkoord met het federaal parket om zijn vervolging af te kopen.
Voor de gemeenteraadsverkiezingen van oktober 2024 stapte de toen 67-jarige Patrick Janssens opnieuw in de politiek. Hij kreeg de vierde plaats toegewezen op de Antwerpse lijst van de socialistische partij Vooruit. Hij raakte verkozen en werd na het sluiten van een bestuursakkoord tussen Vooruit en N-VA op 2 januari 2025 voorgedragen als schepen van Wonen en Stadsontwikkeling.
Patrick Janssens trouwde op 27 juni 2009 met zijn toenmalige veiligheidsadviseur. Zij hebben twee zonen samen. Uit een vorig huwelijk heeft hij twee kinderen.

## Publicaties
- Open brief van 13 januari 2001
- Boek Over de grenzen

- International Standard Name Identifier: 0000 0003 6873 3043
- Nederlandse Thesaurus van Auteursnamen: 298763699
- Virtual International Authority File: 282905984
- WorldCat: E39PBJcKM3Rr3WrFrGbcJMvJXd